# Província de Tunceli
Tunceli (Dêrsim en kurd) és una província a la regió d'Anatòlia oriental de Turquia. La província s'anomenà Dersim fins a 1936 (Dersim significa 'porta d'argent' en persa). La capital és la ciutat de Tunceli/Mamekî. El nom de la capital provincial, Kalan, fou aleshores oficialment canviat per adequar-se al nom de la província.
Les seves províncies adjacents són Erzincan al nord i oest, Elâzığ al sud, i Bingöl a l'est. La província ocupa una àrea de 7.774 km² i té una població de 83.061 habitants. Té la densitat de població més baixa de totes les províncies de Turquia, només 9,8 habitants/km². Tunceli és l'única província turca amb una majoria alevi. Les llengües essencials de Tunceli són el zazaqui i el kurd.
Tunceli és coneguda pels seus antics edificis (tot i que principalment destruïts pels Hamidiye Alays a la darreria del segle xix i per l'exèrcit turc el 1936-37, a causa d'operacions militars contra els últims insurgents armenis i els derebeys Alevi), i pel seu impressionant paisatge, especialment al llarg del riu Munzur.

## Història
La història de la província es remunta a èpoques molt antigues. Va ser esmentada com a Daranalis per Ptolemeu, i pel que sembla, abans d'ell, se li atribuïa el nom de Daranis. Una teoria pel que fa a l'origen del nom s'associa amb l'emperador persa Darios I el Gran.
L'àrea que es convertiria en la província de Tunceli formava part d'Urartu, Mèdia, la dinastia aquemènida, i la regió d'Armènia Major de Sofene. Sofene fou, més endavant, terreny de disputes entre els romans i els parts, així com pels seus successors respectius, els romans d'Orient i sassànides. Els àrabs envaïren el país durant el segle vii i els seljúcides ho feren durant el segle xi.
A les acaballes del segle xix, la regió (anomenada Tunceli) va ser inclosa en el sandjak otomà d'Hozat, depenent la ciutat i la província de Mamuret-ül Aziz (l'actual Elâzığ), amb l'excepció de l'actual districte de Pülümür, que depenia del sandjak veí d'Erzincan, llavors una part de la província d'Erzurum. Aquest estatus continuà durant els primers anys de la República de Turquia, fins a 1936, data en la qual el nom de la província (Tunceli) es convertí en Tunceli, literalment 'la terra de bronze' en turc (tunç significa 'bronze' i el, en aquest context, significat 'terra') després de la rebel·lió de Dersim. El centre de la província ha estat fixat a la ciutat de Kalan i el districte de Pülümür s'ha afegit dins dels límits de la nova província.

## Districtes
La província de Tunceli es divideix en vuit districtes (el districte de la capital apareix en negreta):
- Çemişgezek
- Hozat
- Mazgirt
- Nazimiye
- Ovacık
- Pertek
- Pülümür
- Tunceli

Tot i ser una província diferent, Tunceli s'administrà des d'Elâzığ fins a 1947.

## Viles i ciutats
- Ciutat de Tunceli 31.599 hab.
- Ciutat de Pertek 6.341 hab.
- Ciutat de Hozat 4.714 hab.
- Ciutat d'Ovacık. 3.227 hab.
- Ciutat de Çemişgezek 2.819 hab.
- Ciutat d'Akpazar 1.769 hab.
- Ciutat de Mazgirt 1.712 hab.
- Ciutat de Pülümür 1.656 hab.
- Ciutat de Nazımiye 1.636 hab.

## Educació
Un noranta-vuit per cent de la població de Tunceli té com a mínim una educació de nivell primari, la qual cosa significa que disposen d'un dels índexs més alts d'alfabetització per districte de Turquia. El 1979/1980, Tunceli tenia el nombre més alt d'estudiants que assistien a la universitat. Des del 22 de maig del 2008 funciona la Universitat de Tunceli. Té departaments de relacions internacionals, economia, enginyeria de protecció ambiental, enginyeria industrial, enginyeria electrònica, enginyeria informàtica i enginyeria mecànica.